# Nati nel 1927/Settembre
| Questa pagina contiene informazioni ricavate automaticamente dalle voci biografiche con l'ausilio del template Bio e di un bot. L'aggiornamento è periodico e automatico e ricostruisce completamente la pagina. Se manca una persona in questa lista, sei pregato di non aggiungerla, ma accertati piuttosto che la sua voce biografica contenga il template Bio e che i dati anagrafici siano correttamente compilati. Se il template Bio manca, inseriscilo tu stesso o, in alternativa, metti l'avviso {{tmp\|Bio}} che ne segnala la mancanza. Se i dati riportati sono sbagliati, correggi direttamente la voce biografica; le modifiche saranno visibili in questa lista entro pochi giorni. Per chiarimenti vedi il progetto biografie. La lista contiene solo le 181 persone che sono citate nell'enciclopedia e per le quali è stato implementato correttamente il template Bio. Pagina aggiornata al 2 ago 2025. |

- 1º settembre - Guglielmo Biraghi, giornalista e critico cinematografico italiano († 2001)
- 1º settembre - Alfredo Camisa, fotografo italiano († 2007)
- 1º settembre - Alberto Cavallari, giornalista e scrittore italiano († 1998)
- 1º settembre - Chuck Dalton, cestista e giocatore di baseball canadese († 2013)
- 1º settembre - Arturo Farías, calciatore cileno († 1992)
- 1º settembre - László Killik, allenatore di pallacanestro ungherese († 2016)
- 2 settembre - Trude Beiser, ex sciatrice alpina austriaca
- 2 settembre - Pál Bogár, cestista ungherese († 2012)
- 2 settembre - Gustavo Boldrini, pittore italiano († 1987)
- 2 settembre - Giorgio Bordignon, ex calciatore italiano
- 2 settembre - Tibor Csík, pugile ungherese († 1976)
- 2 settembre - Gabriella Gherbez, politica e partigiana italiana († 1996)
- 2 settembre - Francis Matthews, attore britannico († 2014)
- 2 settembre - Gene Rhodes, cestista, allenatore di pallacanestro e dirigente sportivo statunitense († 2018)
- 3 settembre - Galal Abou El-Kheir, pallanuotista egiziano
- 3 settembre - Ruggero Cori, cantante italiano († 1987)
- 3 settembre - Dodo Denney, attrice statunitense († 2005)
- 3 settembre - João Martins, calciatore portoghese († 1993)
- 3 settembre - Giovanni Maria Nieddu, politico italiano († 2002)
- 3 settembre - Bruno Padulazzi, calciatore italiano († 2005)
- 4 settembre - Venerio Cattani, politico e giornalista italiano († 2009)
- 4 settembre - Michele Di Giesi, sindacalista e politico italiano († 1983)
- 4 settembre - Peter Kennedy, ex pattinatore artistico su ghiaccio statunitense
- 4 settembre - John McCarthy, informatico statunitense († 2011)
- 4 settembre - Antônio Carlos Magalhães, politico e imprenditore brasiliano († 2007)
- 4 settembre - Sandro Zambetti, giornalista e critico cinematografico italiano († 2014)
- 4 settembre - Bernardino Zapponi, sceneggiatore italiano († 2000)
- 5 settembre - Malcolm Allison, calciatore e allenatore di calcio inglese († 2010)
- 5 settembre - Bruno Engelmeier, calciatore austriaco († 1991)
- 5 settembre - Benito Garozzo, giocatore di bridge italiano
- 5 settembre - Peppino Principe, fisarmonicista italiano († 2018)
- 5 settembre - Rolando Spanevello, calciatore e politico italiano († 2012)
- 5 settembre - Paul Volcker, economista statunitense († 2019)
- 6 settembre - Chris Adams, calciatore inglese († 2012)
- 7 settembre - François Billetdoux, drammaturgo francese († 1991)
- 7 settembre - Sigisbert Kraft, vescovo vetero-cattolico tedesco († 2006)
- 7 settembre - Bo Larsson, pallanuotista svedese († 1977)
- 7 settembre - Elio Morille, canottiere italiano († 1998)
- 7 settembre - Nívio, calciatore brasiliano († 1981)
- 7 settembre - Carlos Romero, calciatore uruguaiano († 1999)
- 7 settembre - Rossana Rory, attrice e modella italiana († 2020)
- 8 settembre - Endelkachew Makonnen, politico etiope († 1974)
- 8 settembre - Bruno Orzan, calciatore italiano († 2008)
- 8 settembre - Giuseppe Rosati, latinista e filologo italiano († 2005)
- 8 settembre - Natal'ja Smirnickaja, giavellottista sovietica († 2004)
- 8 settembre - Mila Vannucci, attrice italiana († 2012)
- 9 settembre - Giuseppe D'Avino, calciatore italiano († 2011)
- 9 settembre - Bengt Dalunde, attore e direttore della fotografia svedese († 2019)
- 9 settembre - Vasso Devetzi, pianista greca († 1987)
- 9 settembre - Lino Esterino Garavaglia, vescovo cattolico italiano († 2020)
- 9 settembre - Elvin Jones, batterista statunitense († 2004)
- 9 settembre - Pierino Munari, batterista italiano († 2017)
- 9 settembre - Sergio Piro, psichiatra italiano († 2009)
- 10 settembre - Lucia Catullo, attrice e doppiatrice italiana († 1985)
- 10 settembre - Felice Contu, notaio e politico italiano († 2023)
- 10 settembre - Guo Zhenqing, attore cinese († 2005)
- 10 settembre - Roberto Melchionda, saggista, giornalista e politico italiano († 2020)
- 10 settembre - Frank Morriss, montatore statunitense († 2013)
- 10 settembre - António Reis, regista, attore e poeta portoghese († 1991)
- 10 settembre - Johnny Summers, calciatore inglese († 1962)
- 10 settembre - Dino Terragni, imprenditore e inventore italiano († 1979)
- 10 settembre - Gwen Watford, attrice britannica († 1994)
- 11 settembre - Willie Christine King, scrittrice, insegnante e attivista statunitense († 2023)
- 11 settembre - Andries Nieman, pugile sudafricano († 2009)
- 11 settembre - Myrta Silva, cantante, cantautrice e produttrice televisiva portoricana († 1987)
- 11 settembre - Lilla Szolcsányi, cestista ungherese († 1988)
- 11 settembre - Walter Zeller, pilota motociclistico tedesco († 1995)
- 12 settembre - Mathé Altéry, soprano francese
- 12 settembre - Gianna Maria Canale, attrice italiana († 2009)
- 12 settembre - Freddie Jones, attore britannico († 2019)
- 12 settembre - Ed Krynski, progettista statunitense († 2004)
- 12 settembre - Franco Latini, doppiatore, direttore del doppiaggio e attore italiano († 1991)
- 12 settembre - Armando Plebe, filosofo e politico italiano († 2017)
- 12 settembre - Solly Yach, pallanuotista sudafricano († 1993)
- 13 settembre - Laura Cardoso, attrice e doppiatrice brasiliana
- 13 settembre - Maurice Lafont, allenatore di calcio e calciatore francese († 2005)
- 13 settembre - Francesco Smurra, politico italiano († 2021)
- 13 settembre - Tzannīs Tzannetakīs, politico greco († 2010)
- 13 settembre - Franz Ferdinand von Hohenberg, nobile austriaco († 1977)
- 14 settembre - Martin Caidin, scrittore e sceneggiatore statunitense († 1997)
- 14 settembre - Edwin Gordon, teorico della musica e musicista statunitense († 2015)
- 14 settembre - Edmund Casimir Szoka, cardinale e arcivescovo cattolico statunitense († 2014)
- 15 settembre - Rudolf Anderson, aviatore statunitense († 1962)
- 15 settembre - Lúcio Figueirêdo, pallanuotista brasiliano
- 15 settembre - Margaret Keane, artista e pittrice statunitense († 2022)
- 15 settembre - Rolando Massaro, tenore italiano († 2006)
- 15 settembre - Italo Pasquon, chimico italiano († 2021)
- 15 settembre - Liliana Ronchetti, cestista italiana († 1974)
- 15 settembre - Andy Spack, cestista canadese († 1988)
- 16 settembre - Geo Balmelli, ex cestista svizzero
- 16 settembre - Peter Falk, attore e produttore televisivo statunitense († 2011)
- 16 settembre - Olle Johansson, pallanuotista e nuotatore svedese († 1994)
- 16 settembre - Jack Kelly, attore statunitense († 1992)
- 16 settembre - Giovanni Mangini, ex calciatore italiano
- 16 settembre - Gianfranco Moroldo, fotografo italiano († 2001)
- 16 settembre - Sadako Ogata, docente e diplomatica giapponese († 2019)
- 16 settembre - Marcello Paglia, partigiano italiano († 1945)
- 17 settembre - George Blanda, giocatore di football americano statunitense († 2010)
- 17 settembre - Jim Coop, calciatore inglese († 1996)
- 17 settembre - Hélène Langevin-Joliot, fisica francese
- 18 settembre - Gerlando Alberti, mafioso italiano († 2012)
- 18 settembre - Maurizio Calvesi, saggista, storico dell'arte e funzionario italiano († 2020)
- 18 settembre - Hugo Dollheiser, hockeista su prato tedesco († 2017)
- 18 settembre - Phyllis Kirk, attrice e attivista statunitense († 2006)
- 18 settembre - Ettore Loizzo, ingegnere elettrotecnico italiano († 2011)
- 18 settembre - Norberto Proietti, pittore e scultore italiano († 2009)
- 18 settembre - Carlo Santagata, partigiano italiano († 1943)
- 19 settembre - Harold Brown, politico e fisico statunitense († 2019)
- 19 settembre - Helen Carter, musicista statunitense († 1998)
- 19 settembre - Paolo Consiglio, alpinista italiano († 1973)
- 19 settembre - Alfio Contini, direttore della fotografia italiano († 2020)
- 19 settembre - Luigi Guatri, economista italiano († 2025)
- 19 settembre - Rosemary Harris, attrice britannica
- 19 settembre - William Hickey, attore statunitense († 1997)
- 19 settembre - Nick Massi, bassista statunitense († 2000)
- 19 settembre - Dante Stefani, politico e partigiano italiano († 2023)
- 19 settembre - Peter Van Wood, chitarrista, cantautore e astrologo olandese († 2010)
- 20 settembre - Peter Borgelt, attore tedesco († 1994)
- 20 settembre - John Dankworth, sassofonista, musicista e compositore britannico († 2010)
- 20 settembre - Mara Del Rio, cantante e produttrice discografica italiana († 2019)
- 20 settembre - Red Mitchell, contrabbassista e compositore statunitense († 1992)
- 20 settembre - Rubén Pagliari, cestista argentino († 1987)
- 20 settembre - Rachel Roberts, attrice britannica († 1980)
- 20 settembre - Franco Rosi, calciatore, allenatore di calcio e dirigente sportivo italiano († 2019)
- 21 settembre - Fred Beir, attore statunitense († 1980)
- 21 settembre - Joan Hotchkis, attrice statunitense († 2022)
- 21 settembre - Ljubov' Lobanova, cestista sovietica († 1983)
- 21 settembre - Edoarda Masi, sinologa, saggista e traduttrice italiana († 2011)
- 22 settembre - Gordon Astall, calciatore inglese († 2020)
- 22 settembre - Anna Maria Chiavacci Leonardi, filologa italiana († 2014)
- 22 settembre - Tommy Lasorda, giocatore di baseball e allenatore di baseball statunitense († 2021)
- 22 settembre - Kika de la Garza, politico statunitense († 2017)
- 23 settembre - Anna Amendola, attrice italiana († 2019)
- 23 settembre - Thomas Vose Daily, vescovo cattolico statunitense († 2017)
- 23 settembre - Lester Randolph Ford Jr., matematico statunitense († 2017)
- 23 settembre - Klaus Heinrich, storico delle religioni e filosofo tedesco († 2020)
- 23 settembre - Abdel Khaliq Mahjub, politico sudanese († 1971)
- 23 settembre - Ennio Poleggi, storico dell'architettura italiano († 2017)
- 23 settembre - Nicola Quarta, politico italiano († 2020)
- 24 settembre - Matazō Kayama, pittore giapponese († 2004)
- 24 settembre - Arthur Malet, attore britannico († 2013)
- 24 settembre - Luigi Pedrazzi, politologo e giornalista italiano († 2017)
- 24 settembre - Stephen Edward Smith, diplomatico statunitense († 1990)
- 24 settembre - Harald Weinrich, linguista e filologo tedesco († 2022)
- 25 settembre - Carl Braun, cestista e allenatore di pallacanestro statunitense († 2010)
- 25 settembre - Colin Davis, direttore d'orchestra britannico († 2013)
- 25 settembre - Clara Jaione, cantante italiana († 2011)
- 25 settembre - Tancredi Parmeggiani, pittore italiano († 1964)
- 25 settembre - Guglielmo Toros, calciatore italiano († 2012)
- 26 settembre - Enzo Bearzot, calciatore e allenatore di calcio italiano († 2010)
- 26 settembre - Carolyn Brown, danzatrice e coreografa statunitense († 2025)
- 26 settembre - Amasi Damiani, regista cinematografico, scrittore e sceneggiatore italiano
- 26 settembre - Hugh Honour, storico dell'arte e scrittore inglese († 2016)
- 26 settembre - Joyce Jameson, attrice statunitense († 1987)
- 26 settembre - Ugo Liberatore, regista e sceneggiatore italiano († 2012)
- 26 settembre - Romano Mussolini, pianista, compositore e pittore italiano († 2006)
- 26 settembre - Patrick O'Neal, attore statunitense († 1994)
- 26 settembre - Elizabeth Cicely Ridley, matematica e climatologa britannica († 2008)
- 27 settembre - Chrysostomos I di Cipro, arcivescovo ortodosso e politico cipriota († 2007)
- 27 settembre - Red Rodney, trombettista statunitense († 1994)
- 27 settembre - Emmanuel III Delly, cardinale e patriarca cattolico iracheno († 2014)
- 27 settembre - Francesco Vincenzo Guglielmino, matematico italiano († 2013)
- 27 settembre - Boris Porena, musicologo e compositore italiano († 2022)
- 27 settembre - Romano Scarpa, fumettista e animatore italiano († 2005)
- 27 settembre - Sada Thompson, attrice statunitense († 2011)
- 27 settembre - Todor Živanović, calciatore jugoslavo († 1978)
- 28 settembre - Alan Bridges, regista inglese († 2013)
- 28 settembre - Pierre Chery, fumettista francese († 2022)
- 28 settembre - Luis Rijo, calciatore uruguaiano († 2001)
- 28 settembre - Božidar Senčar, calciatore jugoslavo († 1987)
- 29 settembre - Edith Eger, psicologa e scrittrice statunitense
- 29 settembre - Bruno Gremese, calciatore italiano († 2000)
- 29 settembre - Umberto Manfrin, fumettista italiano († 2005)
- 29 settembre - Barbara Mertz, scrittrice statunitense († 2013)
- 29 settembre - Umberto Piscicelli, medico e scrittore italiano († 2003)
- 29 settembre - Gloria Saunders, attrice statunitense († 1980)
- 29 settembre - Adhemar da Silva, triplista brasiliano († 2001)
- 30 settembre - Robert Fuest, regista, sceneggiatore e scenografo inglese († 2012)
- 30 settembre - W.S. Merwin, poeta statunitense († 2019)
- 30 settembre - David Weiss Halivni, rabbino, teologo e educatore statunitense († 2022)
- 30 settembre - Ligio Zanini, poeta e scrittore italiano († 1993)